# Interrègne ottoman
Pour les articles homonymes, voir Interrègne.

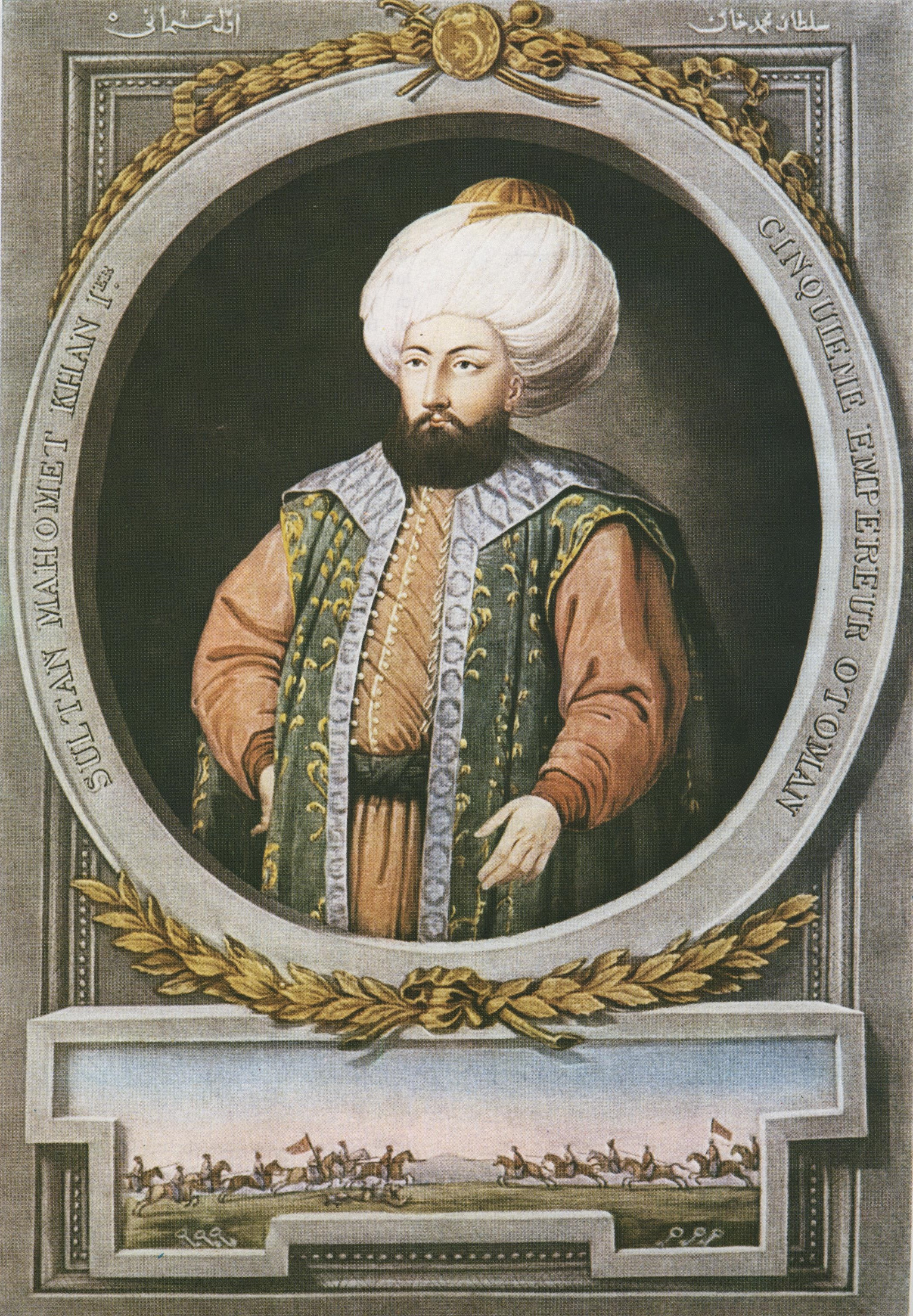
Portrait de Mustafa Çelebi

L'Interrègne ottoman (Fetret Devri en turc) est une période de luttes dynastiques entre les descendants de Bayezid Ier qui s'écoule entre 1403 et 1413 et qui s'achève avec la montée sur le trône de Mehmed Ier. Bayezid Ier a eu cinq fils : Suleyman Bey, Isa Çelebi, Musa Çelebi, Mehmed Ier et Mustafa Çelebi.

## Histoire
Cette période chaotique pour l'Empire ottoman, suit la défaite et la capture de Bayezid Ier par les Mongols de Tamerlan en 1402 à la bataille d'Ankara. Une partie des territoires ottomans d'Anatolie récemment conquis est restituée par Tamerlan à leurs anciens propriétaires. Suleyman, ʿIsa et Mehmed s'installent dans les territoires restants : Suleyman en Roumélie, Isa dans la région de Bursa et Mehmed dans la région d'Amasya.
Suleyman conclut un traité de non-agression avec les Vénitiens, peut-être imité par son frère ʿIsa. Le 24 mars 1403, l'ambassadeur de Venise se rend auprès de Suleyman pour confirmer ce traité. Les Vénitiens en profitent pour annexer progressivement tous les ports de la rive est de l'Adriatique en commençant par Patras. Cela irrite fort Suleyman qui, occupé ailleurs, ne peut intervenir. Les Vénitiens envoient des ambassades pour renouveler le traité (en 1406, 1407, 1408, et 1409). Finalement ils offrent de payer un tribut pour Patras et Naupacte (Lépante) pourvu que le traité de paix soit maintenu.
Mehmed attaque son frère Isa et le bat au début de 1403 ; Isa se réfugie d'abord à Constantinople puis auprès des Candarides. Battu près d'Ankara, il se réfugie ensuite auprès de l'émir de Smyrne, allié à d'autres beys contre Mehmed. Ce dernier ayant vaincu la coalition, Isa est éliminé.
Devant les succès de Mehmed, Suleyman passe en Anatolie en 1406 ou 1407, s'emparant de Bursa puis d'Ankara, tandis que Mehmed se replie sur Amasya. Mehmed tente alors de prendre Suleyman à revers en envoyant son frère Musa attaquer les territoires européens de Suleyman en juillet 1409.
Musa entre en Roumélie, soutenu par les armées de Stefan Lazarević et de Mircéa de Valachie dont il épouse une fille. En février 1410, il remportaeune victoire importante, obligeant Suleyman à revenir en Europe avec le soutien de l'empereur byzantin Manuel II. Suleyman, victorieux en juin et juillet 1410, chasse Musa de Roumélie mais ce dernier prend sa revanche l'année suivante, Suleyman étant capturé et exécuté en février 1411.
Musa rompt avec ses alliés chrétiens et suscite une opposition des seigneurs turcs de Roumélie, qui font appel à Mehmed.
Battu en juillet 1412 en Thrace, Mehmed doit se replier en Anatolie, mais parvient finalement à vaincre son adversaire le 5 juillet 1413 à Camurlu, avec l'aide des Byzantins et du royaume serbe de Stefan Lazarević.
Mehmed se proclame Sultan à Edirne, dont il fait sa capitale.

### Documents externes
- (en) Venice and the Ottoman Empire : Political and Commercial Relations until 1641.